# Vauxhall
Vauxhall Motors je angleško avtomobilsko podjetje. Trenutno je del mednarodnega koncerna Stellantis in sestrsko podjetje nemškega podjetja Opel.
Vauxhall je eno najstarejših avtomobilskih podjetij v Združenem kraljestvu. Ustanovil ga je Alexander Wilson leta 1857 v Vauxhallu pod imenom »Alex Wilson and Company«. Sprva so proizvajali ladijske motorje za potrebe vojske. S prestrukturiranjem podjetja so leta 1903 izdelali svoj prvi avtomobil. Nato so v naslednjih dveh desetletjih proizvajali luksuzne avtomobile. Leta 1925 je podjetje za 2,5 milijona dolarjev kupil ameriški koncern General Motors, nakar je začelo proizvajati avtomobile različnih cenovnih razredov.
Po letu 1980 so avtomobili znamke Vauxhall na voljo le v Združenem kraljestvu. Večinoma so identični modelom sestrskega podjetja Opel, le da so prilagojeni za vožnjo po levem pasu. Glavni tovarni sta v angleških mestih Luton in Ellesmere Port, kjer poteka tudi proizvodnja nekaterih avtomobilov znamke Opel, hkrati pa nekatere avtomobile znamke Vauxhall proizvajajo v Oplovih tovarnah v celinski Evropi.
Leta 2017 sta Vauxhall in Opel postala del francoskega koncerna Groupe PSA, nato pa leta 2021 del mednarodnega koncerna Stellantis, ki je nastal z združitvijo koncerna Groupe PSA s koncernom Fiat Chrysler Automobiles.